# Катанозо, Гаэтано
Гаетано Катанозо (итал. Gaetano Catanoso; 14 февраля 1879, Сан-Лоренцо, Калабрия — 4 апреля 1963, Реджо-ди-Калабрия, Калабрия) — святой Римско-Католической Церкви, священник, основатель католического движения «Братство Пресвятого Лика» и женской монашеской конгрегации «Дочери святой Вероники, миссионерок Святого Лика».

## Биография
В 1902 году был рукоположён в сан священника. С 1904 по 1921 год служил в приходе города Пентедаттило. Издавал периодическое издание «Пресвятой Лик». В 1920 году основал движение «Братство Пресвятого Лика».
2 февраля 1921 года был переведён в приход города Канделярия. Особенным образом почитал Святую Евхаристию и Пресвятую Деву Марию. Вёл активную пастырскую деятельность, занимаясь катехизацией, педагогической деятельностью с детьми и молодёжью. С 1921 по 1950 год был исповедником в различных монашеских конгрегациях, капелланом в больницах и духовным отцом в семинарии. В 1934 году основал женскую монашескую конгрегацию «Дочери святой Вероники, миссионерок Святого Лика», деятельностью которого стала непрестанная молитва, катехизация, помощь детям, священникам и пожилым людям. 25 марта 1958 года Устав конгрегации был утверждён на уровне епархиального права.

## Прославление
4 мая 1997 года Гаетано Катанозо был причислен к лику блаженных римским папой Иоанном Павлом II, 23 октября 2005 года был причислен к лику святых римским папой Бенедиктом XVI на площади святого Петра в Риме, во время окончания церковного Года Евхаристии.